# 세르지우 니콜라에스쿠

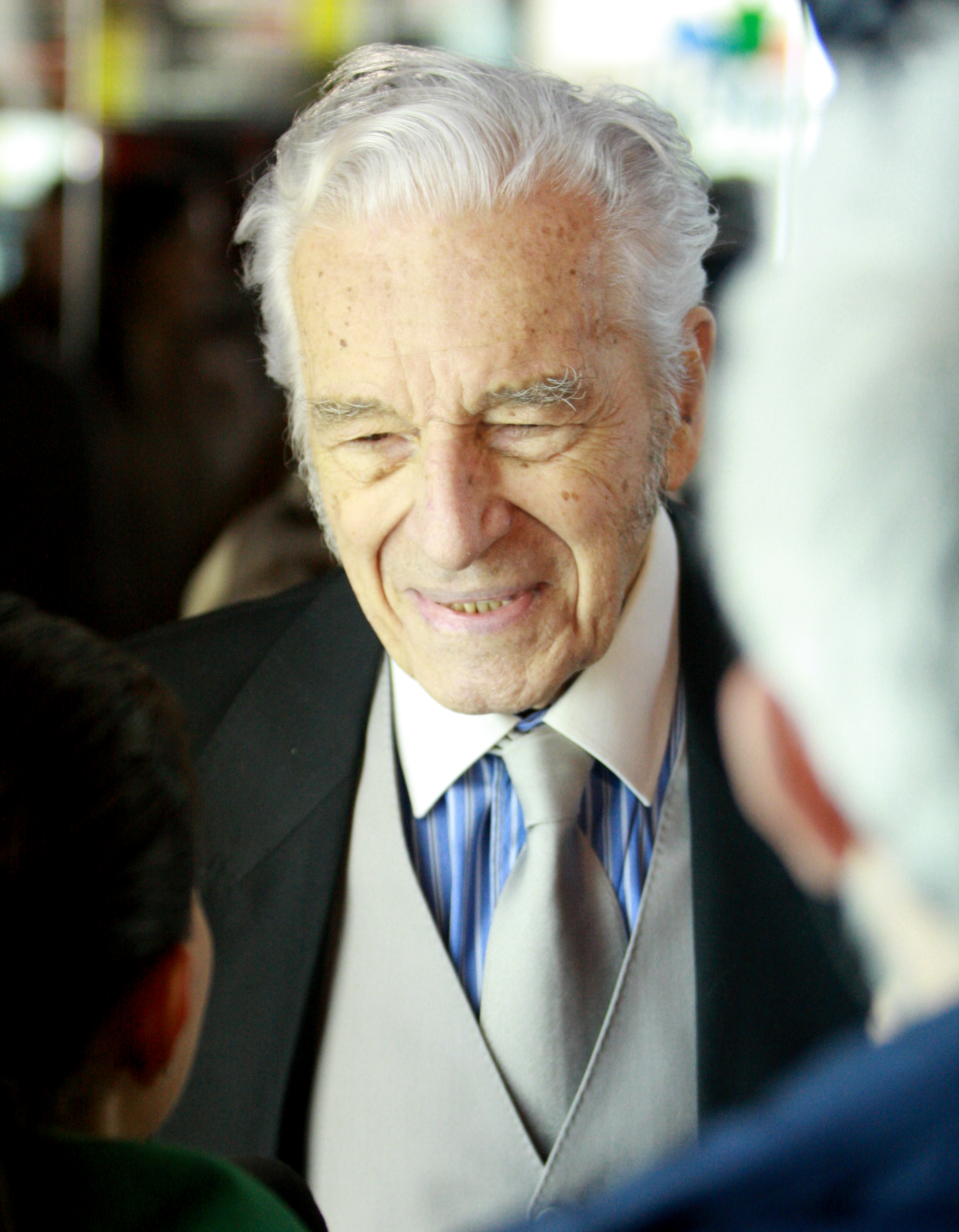

세르지우 니콜라에스쿠(Sergiu Nicolaescu, 1930년 4월 13일 ~ 2013년 1월 3일)는 루마니아의 영화 감독, 정치인, 영화배우, 각본가이다.
트르구지우에서 태어났으며 부쿠레슈티에서 사망하였다. 사인은 호흡 부전이다.

## 영화
- 최후의 공격 (1985년)
- 신비의 억만장자 (1979년)
- 용감한 미하이 (1971년)
- 패스파인더 (1968년)
- 라스트 모히칸 (1968년)